# Tunari (okręg Ilfov)
Tunari – wieś w Rumunii, w okręgu Ilfov, w gminie Tunari. W 2011 roku liczyła 5007 mieszkańców.